# Ли, Фицрой Генри
Фицрой Генри Ли (англ. FitzRoy Henry Lee; 2 января 1699 — 14 апреля 1750) — британский аристократ и политический деятель, губернатор Ньюфаундленда (1735—1737) и вице-адмирал Военно-морского флота Великобритании (1748).

## Биография
Фицрой Генри Ли был четырнадцатым ребёнком и седьмым сыном в семье Эдварда Ли, 1-м графа Личфилда и его жены Шарлотты Фицрой (1664—1718), незаконнорожденной дочери короля Карла II от его любовницы Барбары Вильерс. 
В возрасте 17 лет, в 1716 году Фицрой Генри поступил на флот, где в 1722 году получил звание лейтенанта. 
В 1734 году Фицрой Генри стал капитаном 50-пушечного линейного корабля «Фолкленд». Через год, в мае 1735 года он был назначен губернатором Ньюфаундленда, должность которого занимал в течение двух лет, также занимаясь вопросами размещения ирландских поселенцев.
С 1738 по 1742 годы командовал «Пембруком», который базировался в Средиземном море, затем в 1746 году получил назначение на «Саффолк» в звании коммодора. Эскадра под его командованием базировалась на островах Вест-Индии, при этом действия командующего вызывали возмущения жителей, которые обвиняли его в пьянстве и неисполнении служебных обязанностей, из-за чего он был отстранён от командования.
После возвращения на родину в октябре 1747 года, он получил звание контр-адмирала, а 12 мая 1748 года ему было присвоено звание вице-адмирала.
Скончался 14 апреля 1750 года от паралича на 52-м году жизни.